# Opogona comptella
Opogona comptella là một loài bướm đêm thuộc họ Tineidae. Nó được tìm thấy ở miền nam Queensland to Tasmania cũng như in New Zealand.
Sải cánh dài khoảng 15 mm.
Ấu trùng ăn the bark of Salix vitellina and the galls of Acacia dealbata (caused by the rust fungus Uromycladium tepperianum) and Acacia melanoxylon (caused by the fly Cecidomyia acaciaelongifoliae).

## Hình ảnh

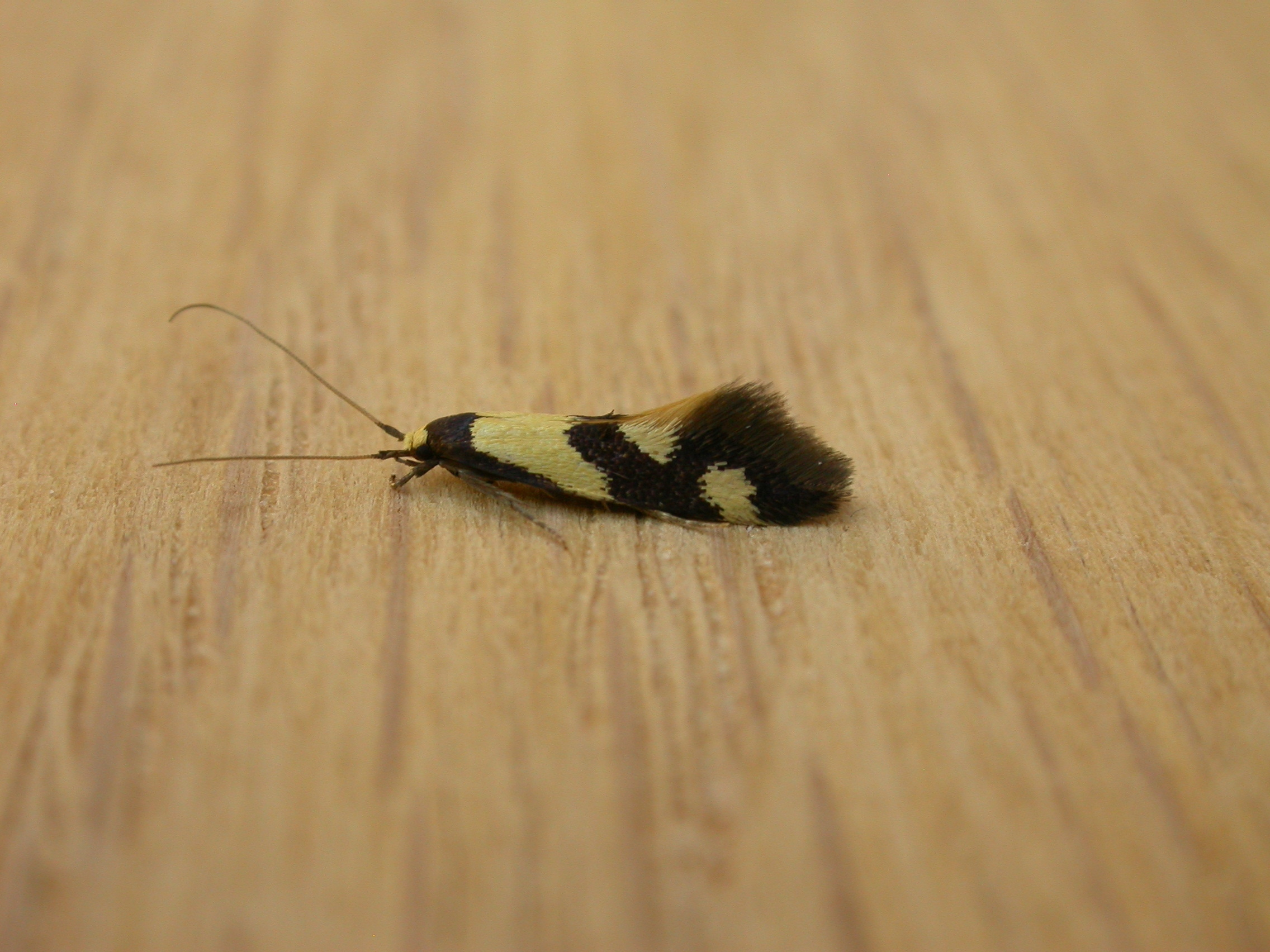